# Acellalis
Acellalis é um gênero de mariposa pertencente à família Crambidae.